# Recubrimiento con cobre

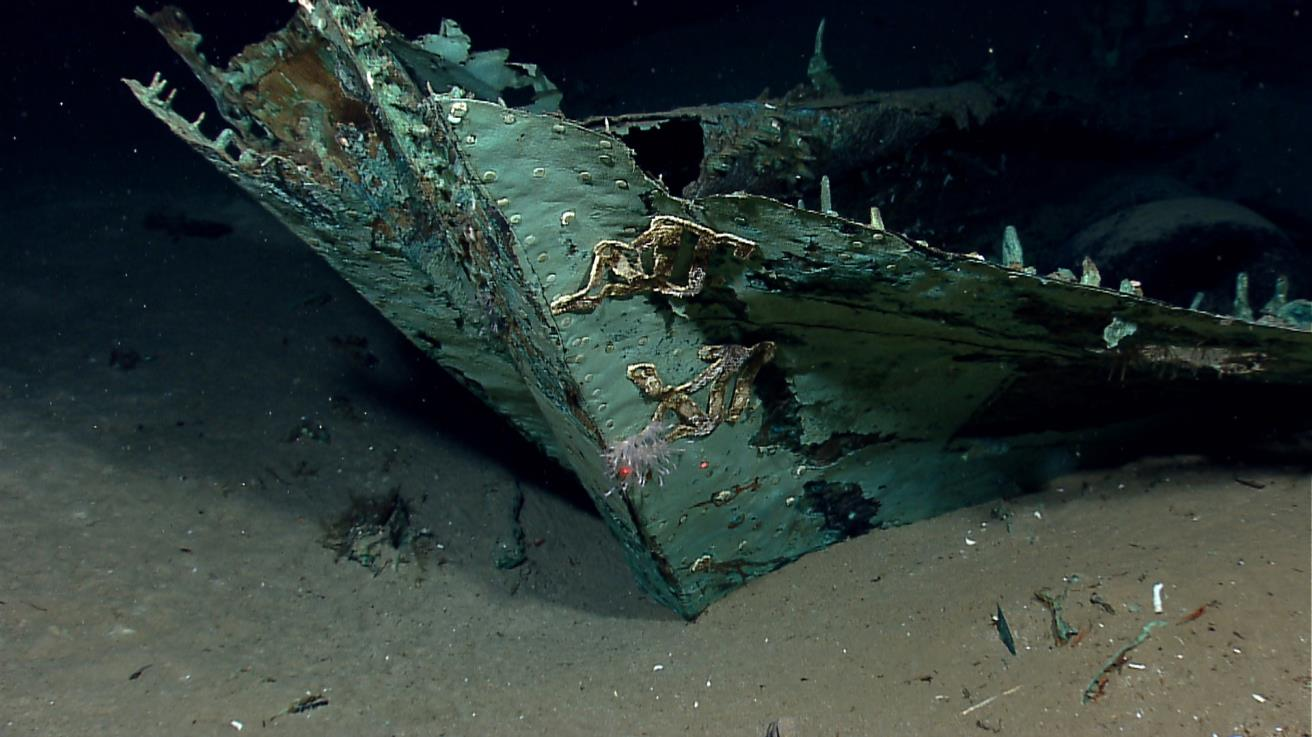
La proa de un navío del encontrado en el Golfo de México. La mayor parte de la madera del casco se ha desintegrado, pero el cobre que cubría el casco mantiene aun su forma. El color verde es debido a la oxidación. (Foto cortesía de NOAA Okeanos Explorer Program)

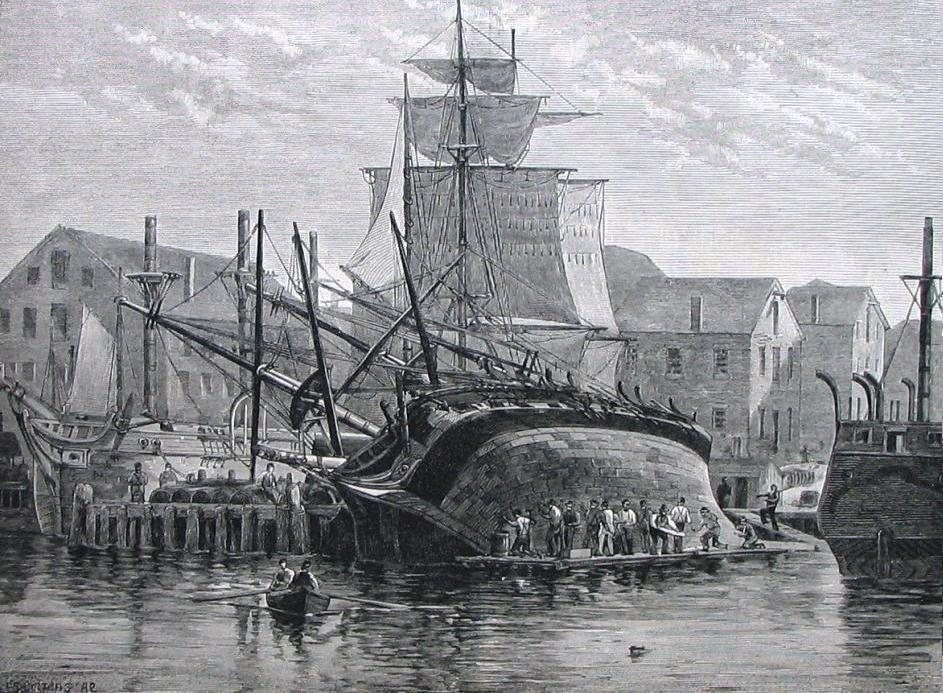
Un barco ballenero en reparaciones. Se observa la carena recubierta con planchas metálicas.

El recubrimiento con cobre fue un método utilizado en la construcción de naves de madera para proteger la parte de su casco que se encontraba bajo la línea de flotación del destructor efecto del gusano de barco o broma, pero también otros moluscos y algas que se adosaban con el tiempo a la parte exterior del casco y que además disminuían la velocidad de la nave.
Los daños causados por el molusco ya eran conocidos por los egipcios, griegos, romanos, vikingos y chinos. Se conocen varios intentos para detener el flagelo: preventivamente se colocaba una capa de madera destinada a ser consumida para proteger a la propia del barco. Los romanos lo intentaron primero con placas de metal, pero después comprobaron que el efecto venenoso de pinturas que contenían cobre o estaño lograba el mismo efecto. Tanto las naves españolas de Cristóbal Colón como las de la gran armada en 1588 sufrieron sus efectos, así como también los diques holandeses rotos en 1731.
En 1761 se aplicaron a la HMS Alarm, antes de su viaje a América, placas de cobre que cubrían la parte sumergida del casco con el fin de experimentar una solución al ya conocido problema. Las placas efectivamente protegieron la madera, pero los clavos de hierro que sostenían las placas se deshicieron por la corrosión exacerbada por la placas de cobre. El año 1783 se reemplazaron los clavos de hierro por unos hechos de una aleación de estaño y cobre que solucionó el problema.
A partir de entonces la Armada Real Británica comenzó a aplicarlo a sus naves para la protección de la madera y disminuir el roce del casco con el agua.